# Östhammar
Östhammar, es un poblado, sede del municipio de Östhammar, en la provincia de Uppsala, en la provincia histórica de Uppland, en Suecia. En 2010 tenía 4,534 habitantes.

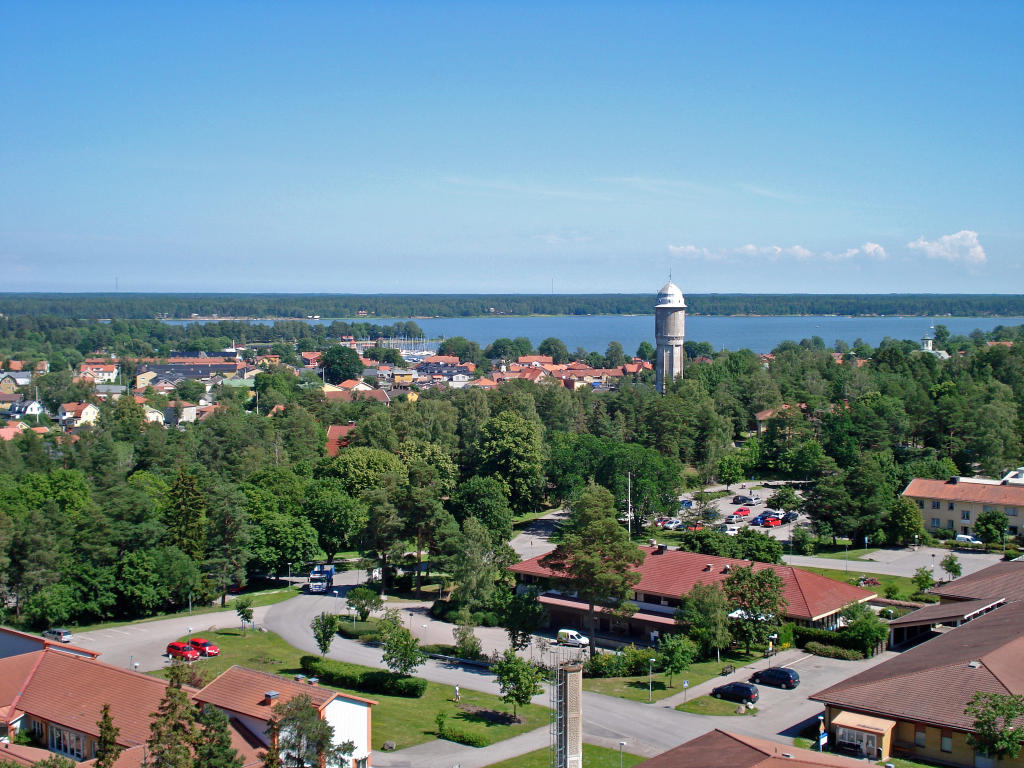
Vista del centro de Östhammar